# ヴェルファースハイム
ヴェルファースハイム (ドイツ語: Wölfersheim) は、ドイツ連邦共和国ヘッセン州ヴェッテラウ郡に属す町村（以下、本項では便宜上「町」と記述する）である。

## 地理

### 位置
ヴェルファースハイムは、フランクフルト・アム・マインから北に 40 km、バート・ナウハイムやフリートベルク (ヘッセン) の近郊に位置している。この町は、アウトバーン A45号線ヴェルファースハイム・インターチェンジに近い交通の便がよい場所にある。ヴェッテラウ湖水地方、ニッダ堰止め湖、フォーゲルスベルク山地といった近郊型保養地がすぐ目前にある。

### 隣接する市町村
ヴェルファースハイムは、北はフンゲン（ギーセン郡）、東はニッダおよびエヒツェル、南はライヒェルスハイムおよびフリートベルク (ヘッセン)、西はバート・ナウハイムおよびロッケンベルク、ミュンツェンベルク（ニッダ以下は、いずれもヴェッテラウ郡）と境を接している。

### 自治体の構成
現在の自治体ヴェルファースハイムは、ヘッセン州の地域再編に伴い、1970年12月31日にメルバッハ、ゼーデル、ヴォーンバッハが、当時のヴェルファースハイムに合併して成立した。1971年12月31日にベルシュタットもこの町に加わった。
現在この町は人口約 1万人の大きな町村である。

## 歴史

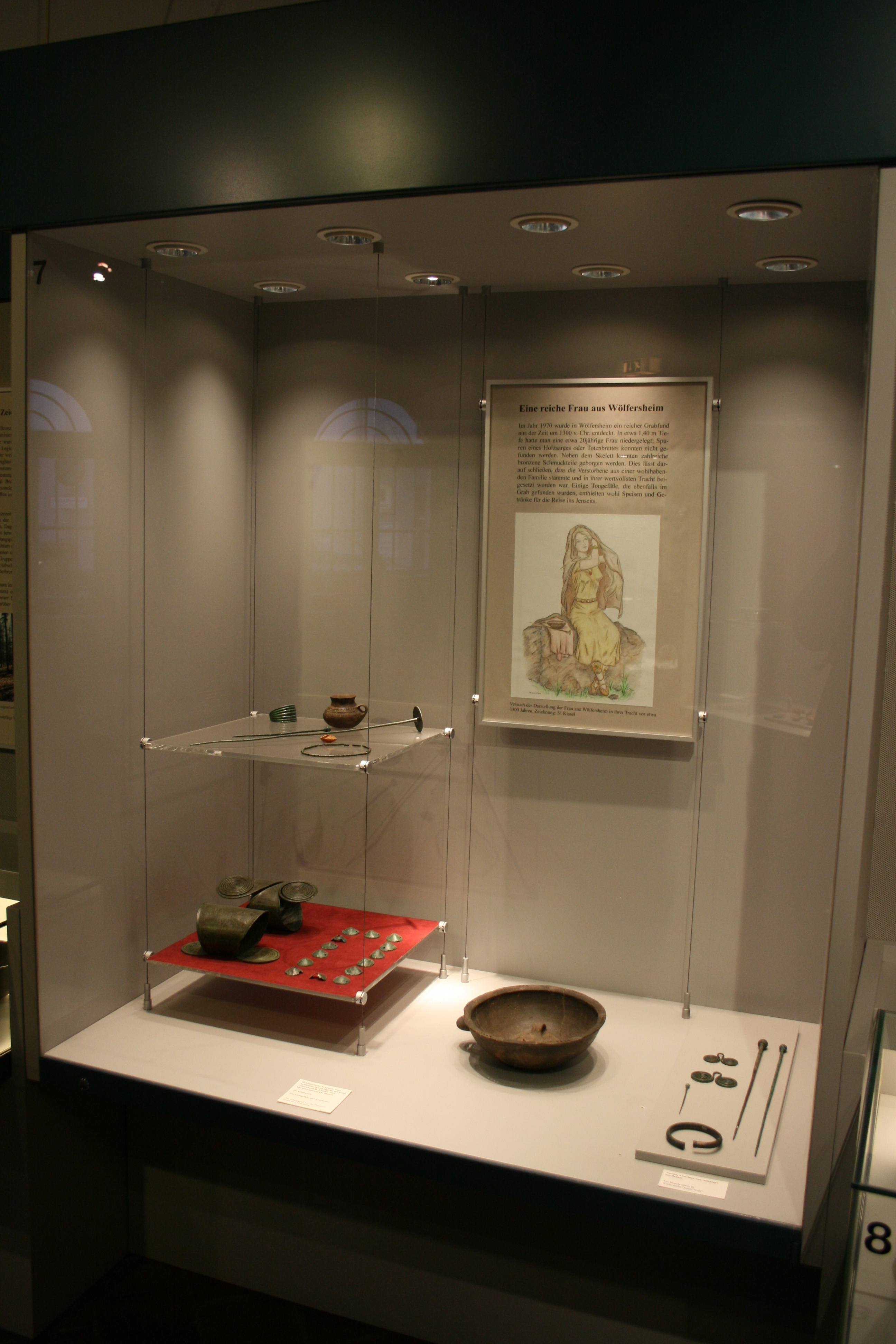
ヴェルファースハイムのヴェッテラウ博物館に展示されている青銅器時代の墳墓からの出土品

ヴェルファースハイム駅近郊で発掘された青銅器時代の墓からの出土品は、現在フリートベルクのヴェッテラウ博物館に収蔵されている。この墳墓出土品は、青銅器時代の「ヴェルファースハイム階」の名称の起源となった。
肥沃なヴェッテラウに位置することで数多くの文化がこの地を訪れた。

### ヴェルファースハイムおよびヴォーンバッハ近郊のローマ時代の遺跡
フリートベルクからのローマ街道が、ヴェルファースハイムおよびヴォーンバッハの地域を通って、アルンスブルク＝リヒ近郊のローマ軍のカステル・アルテンブルクに通じている。これとは別に、カステル・エヒツェルから、この村のすぐ西側をかすめて、ヴォーンバッハとミュンツェンベルクとの間で、前述のローマ街道につながる道があった。エヒツェル - アルンスブルク街道の中間部分は、ヴォーンバッハとヴェルファースハイムとの間の街道沿いであったと思われるが、この痕跡は何世紀もの間に繰り返された耕地整理によって完全に姿を消した。ヴォーンバッハからミュンツェンベルクへの州道は、森の入口まではローマ街道の跡と同一である。その後さらに森を通ってガーベルングまでは、既述前者のローマ街道を通る。中世の境界石はこの地点をマークしている。
最初に述べたローマ街道から西にわずか数分離れたヒンターヴァルトにローマ時代の農場跡がある。これは、地元で「シュタイネルネ・ハウス」（石の家）と呼ばれている。この遺跡は、一辺が約 160歩の低いほぼ正方形の土塁からなり、その中に壁が造られていた。ローマ街道に近い東側には現在も入口が認められる。西側近くには一辺約 20歩のやはり正方形の建物の基礎壁が遺っている。この農場跡から北西約 800 m のローマ街道沿いにローマ時代の信号塔の遺跡も見られる。この塔は、リーメス＝システムの信号伝達に使われていたものであり、おそらく周辺のカステルから目視で連絡するために、高い位置に建てられた。同様の信号塔はバート・ナウハイムのヨハニスベルクにもある。
1976年のアウトバーン A45号線の工事により、ヴォーンバッハの西約 1 km の森の外れから数多くの壁の跡が発見された。埋蔵文化財保護機関の調査により、ローマ人の荘園別荘（ヴィラ・ルスティカ）が発掘された。この発見の噂はたちまち広がり、この町や周辺集落から数多くの見物人が現れた。彼らは、約 1 m ほどの高さで遺された古代の壁に賛嘆の声を上げた。アウトバーンの建設を続けなければならなかったため、発掘は完全には行われず、発見された建物は再び埋め戻された。現在の A45号ギーセン – ハーナウ線はこの遺跡の真上を通っている。アウトバーンのルート上 80 m 以上にわたって延びていた建物の遺跡は地盤改良工事で完全に破壊された。
もう一つの地上からは見えないローマ時代の荘園「アウフ・デム・グライヒェン」が、フリートベルク – アンスブルクを結ぶローマ街道近くのヴェルファースハイム付近にあった。空中考古学の航空測量によって識別され、主館から 50 m 離れた収穫のための館の泉が発掘された。さらに付属墓地のいくつかの墓も発掘された。ヴォーンバッハ荘園の裕福なローマ人女性の墓石は、フリートベルクのヴェッテラウ博物館で展示されている。

### 中世

#### 地名とフランク人入植地
ヴェルファースハイム最大の同名の集落は、1128年に初めて文献に記録されている。
- 1128年 Vulfersheim[5]
- 1142年 – 1153年 Woluersheim[6]
- 1147年 Wluersheim[7]

ヴェルファースハイムの地名は、人名由来の地名である。廃村となったハイエンハイム（9世紀）やギーゼンハイム（1090年 – 1150年）もヴェルファースハイム地区に属す。この地名は、フランク族による国土征服の時代に成立したことを示している。
7世紀のフランク人貴族の墓からの出土品は貴重な歴史の証拠である。シュパータ（両刃の長剣）、サクス（片刃の剣）、アンゴン（槍）、鏃、シルトブッケル（中央部が膨らんだ円形の盾）、その他ガラスコップ、瓶、金貨が出土品に含まれている。
ヴェルファースハイムという地名は、ヴォルフラムまたはヴォルフハルトという人名から派生した。ヴォルフハルトという人物は800年頃に頻繁に登場する。ギーゾやハイオ（またはハイコ）という人名も800年頃に普通に使われていた。ヴェッター川とホルロフ川の間には、これら人名由来の地名が点在している。

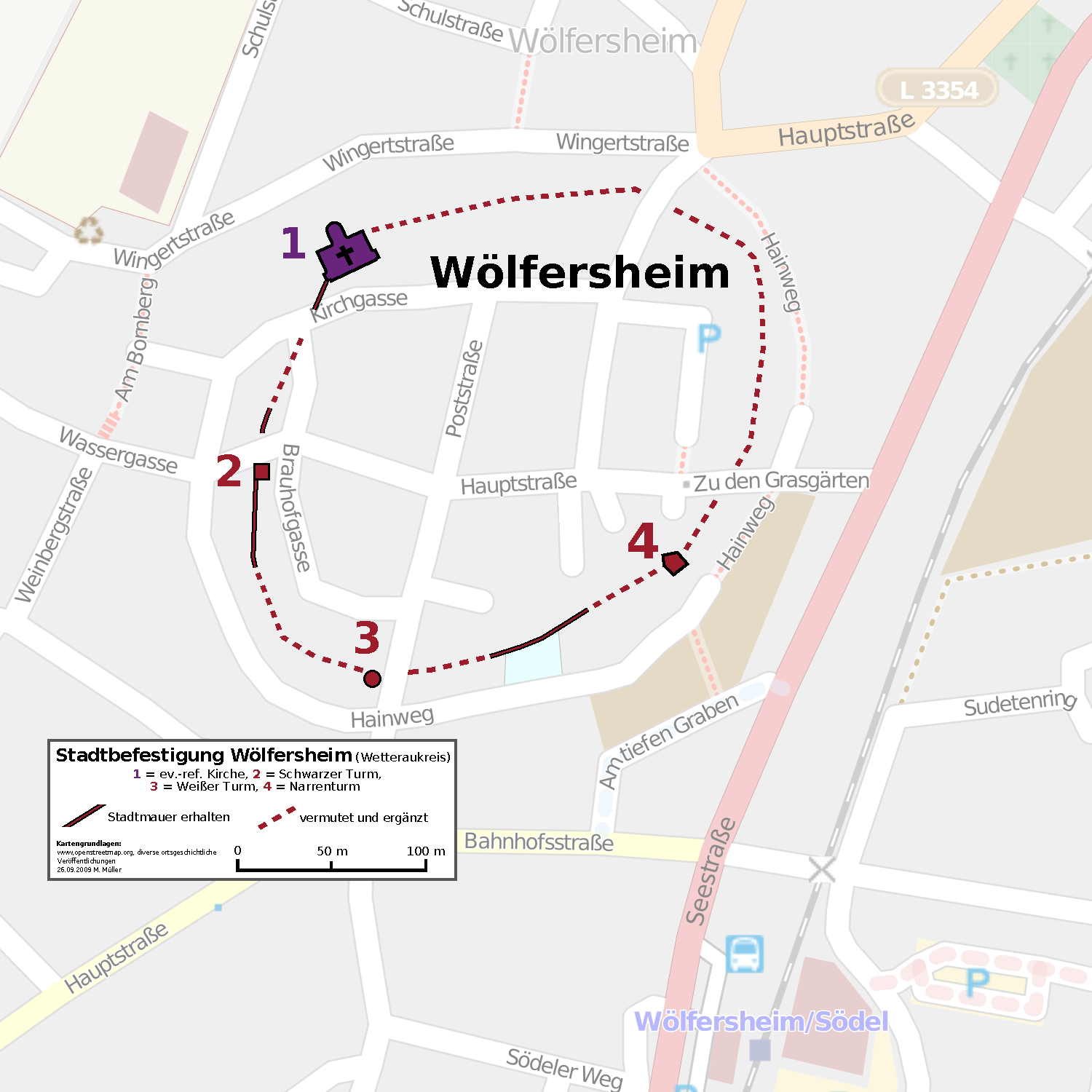
ヴェルファースハイムの防衛施設図。1. 福音主義改革派教会、2. 黒の塔、3. 白の塔、4. ナレン塔、実線が現存する市壁、破線部が破壊された市壁である。

#### 村の防衛施設
1408年の村の防衛施設完成に伴って、ファルケンシュタイン家最後の当主ヴェルナー・フォン・ファルケンシュタインによる統治下のヴェルファースハイムは、特権を授けられた。実際の「市」に発展することはなかったが、ヴェルファースハイムは、フレッケン（大きな町を示す）、ベフェスティグング（防衛施設を持つ町）、オッピドゥム（ローマ時代の城塞都市）あるいはシュロス（城館）と呼ばれるようになった。歴史的中核部を取り囲む環状壁は、全長 794 m で、4つの防衛塔、すなわち白の塔、黒の塔、現在の教会塔、ナレン塔（道化師の塔）を有していた。ナレン塔は現在基部だけが遺されており、私有地内の納屋に転用されているが、一部は外から見ることができる。他にも防衛塔があったと推測されるが、その存在は証明されていない。壁に囲まれた当時のヴェルファースハイムの広さは、4 ha であった。防衛塔が良い状態で保存されているのは他の用途に転用されていたからでもあった。黒の塔はアントニウス礼拝堂の鐘楼として用いられ、他にも町のパン焼き小屋でもあった。この塔は 19世紀に救貧施設に改築された。ドールハイムの私人がこれを住居塔に改築した。白の塔は18世紀に牢獄に転用された。また、人々は北の防衛塔を福音主義改革派教会の鐘楼の基礎とした。

### ヴェルファースハイムの宗教改革
ヴェルファースハイムは、元々はゼーデルの支部教区であった。ゼーデル教区は元々マインツ司教の所領であり、このためマルティン保護権を排除していた。その後、12世紀に創設されたイルベンシュタット修道院がヴェルファースハイムとゼーデルを獲得した。ゼーデルの教会も修道院の下部組織に組み入れられた。当時の牧師ザイフリート・ベンダーは、16世紀後半にゼーデルで福音主義ルター派の礼拝を行った人物であった。宗教改革が行われた精確な年は明らかではない。ヴェルファースハイムはゼーデルの母教会から分離され、1560年代には母教会やイルベンシュタット修道院とは無関係に、ヴェッツラーの神学者アントニウス・シューラーを教師として雇い入れた。その後人々は彼に教区の礼拝も依頼した。一方ゼーデルのザイフリート・ベンダーは高齢で病に罹ったため、アントニウス・シューラーにゼーデルでの礼拝も併せて行うよう依頼した。ベンダーの死後、ヴァーレンティーン・テクスターがゼーデル教区の諸権利を獲得し、アントニウス・シューラーを追放した。ヴェルファースハイムでの礼拝の権利もテクスターに買収された。テクスターの後継者のジーモン・ロイレリウスは、ゼーデルで改革派の礼拝を行った。このため彼はゼーデルで抵抗にあった。ゼーデルの裁判所と行政に対してイルベンシュタット修道院は不平を申し立てている。このため修道院はゼーデルのロイレリウスを解任した。しかし彼は1611年にヴェルファースハイムに移った。ゼーデルの教区から解任された人物をヴェルファースハイムの牧師として受け容れたことは、ゼーデルとヴェルファースハイムの教会の分離を意味した。
1612年のロイレリウスの死後、ゼーデルの教会は古い権利を再び手にしようとした。教会の書類にヴェルファースハイムの抵抗についてのメモが遺されている。このメモによれば反抗勢力は改革派の牧師エーバーハルト・ヴェナトールを任命した。イルベンシュタット修道院は、三十年戦争の際にヴェルファースハイムで対抗宗教改革運動を起こそうとしたが、完全に失敗した。

## 住民

### 宗教
5つの地区すべてに福音主義教会組織があり、ヴェルファースハイムには福音主義改革派教会組織もある。この他に1945年以後ローマ＝カトリック教会があり、エヒツェルのカトリック教会とともに一つの教区組織に併合された。
ゼーデルの福音主義教会とメルバッハの福音主義教会は緊密に共同して活動しており、共同教区を形成している。フンゲン教区監督区に属すヴォーンバッハ教会を除き、ヴェルファースハイム町内の他の4つの教会組織はヴェッテラウ教区監督区に属す。
カトリックのヴェルファースハイム＝エヒツェル教区は、ヴェッテラ東首席司祭区に属す。
ナチスによる追放や殺害に遭うまでヴェルファースハイムにはユダヤ人家族も住んでいた。ユダヤ人墓地は、集落の北東外れにある。

## 行政

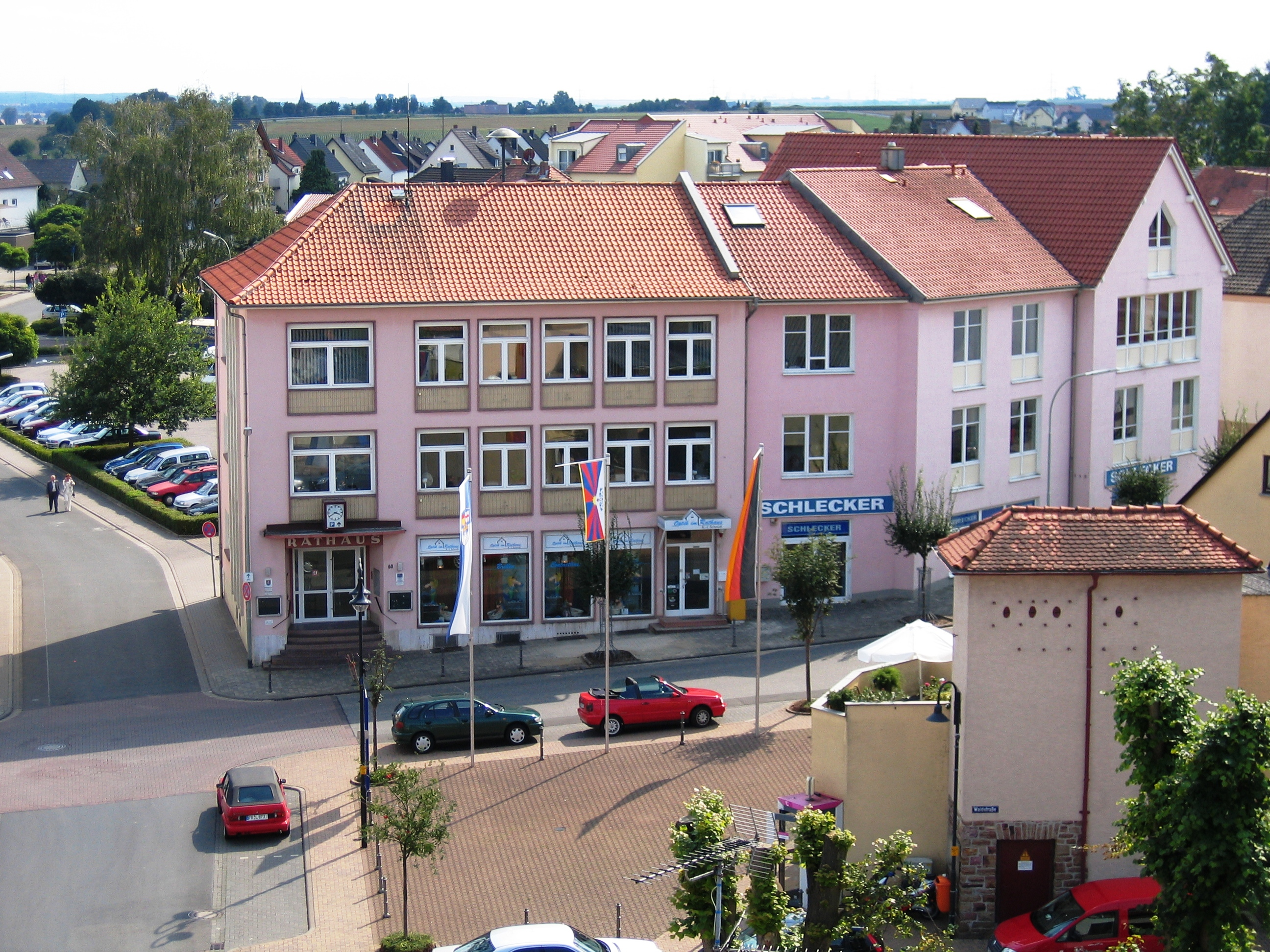
ヴェルファースハイムの町役場（白の塔からの眺め）

### 議会
2011年3月27日の町議会選挙以降、ヴェルファースハイムの町議会は 31議席で構成されている。

### 首長
1994年からヴェルファースハイムの町長を務めたヨアヒム・アルノルト (SPD) は2008年にヴェッテラウ郡の郡長に選出された。これを承けて2008年5月25日に新たに町長選挙が行われた。この選挙でルーヴェン・ケッター (SPD) は 69.5 % の票を獲得して当選した。この選挙の投票率は 58.4 ％ であった。2014年1月19日の選挙でケッターは 95.7 % の票を獲得して再選された。この選挙の投票率は 52.9 % であった。ケッターが地域連合に移ったことに伴い、2008年3月に新たに選挙が行われ、アイケ・ゼーが 67 % の票を獲得して町長に選出された。この選挙の有効投票率は 58.8 % であった。

### 紋章
青地に、胸壁をもつ3本の塔を有する壁。胸壁となった塔の上に現れる爪のない鷲。その上に互いにデザインが異なる2つの盾が浮かんでいる。左はトリーアの十字、右はファルケンシュタイン＝ミュンツェンベルクの赤と黄色の紋章である（別の解釈もある）。
トリーアの十字は、最後のファルケンシュタイン家の領主であるヴェルナー・フォン・ファルケンシュタインが同時にトリーア大司教であったことに由来する。彼は1418年に子供をもうけずに亡くなった。ヴェルファースハイムの紋章は Silligium opidi Wolffersheim（ヴェルファースハイム市の印章）という文言がその周辺に書かれている。
ヴェルファースハイムの紋章は、1973年3月28日にヴィースバーデンのヘッセン内務省の認可を得て Hessischen Wappenbuch Nr. 594 に登録された。また、Deutsche Wappen Bundesrepublik Deutschland にも収められている。
ヴェルファースハイム地区の紋章は、ヘッセン州の地域再編に伴うゼーデル、メルバッハ、ヴォーンバッハ、ベルシュタットとの合併によって成立した同名の自治体の紋章とされ、他の地区の紋章、印章、あるいは旗は、失効した。
自治体のロゴは、町名の頭文字である W の文字と、5つの地区を表す 5つの赤い点をデザインしたものである。

### 姉妹自治体
ヴェルファースハイムは以下の町と姉妹自治体の関係にある。
- Rabča（スロヴァキア、ジリナ県）2012年[24]
- イル＝シュル＝ル＝ドゥー（フランス語版、英語版）（フランス、ドゥー県）2014年9月6日[25]

## 文化と見所

### 建造物

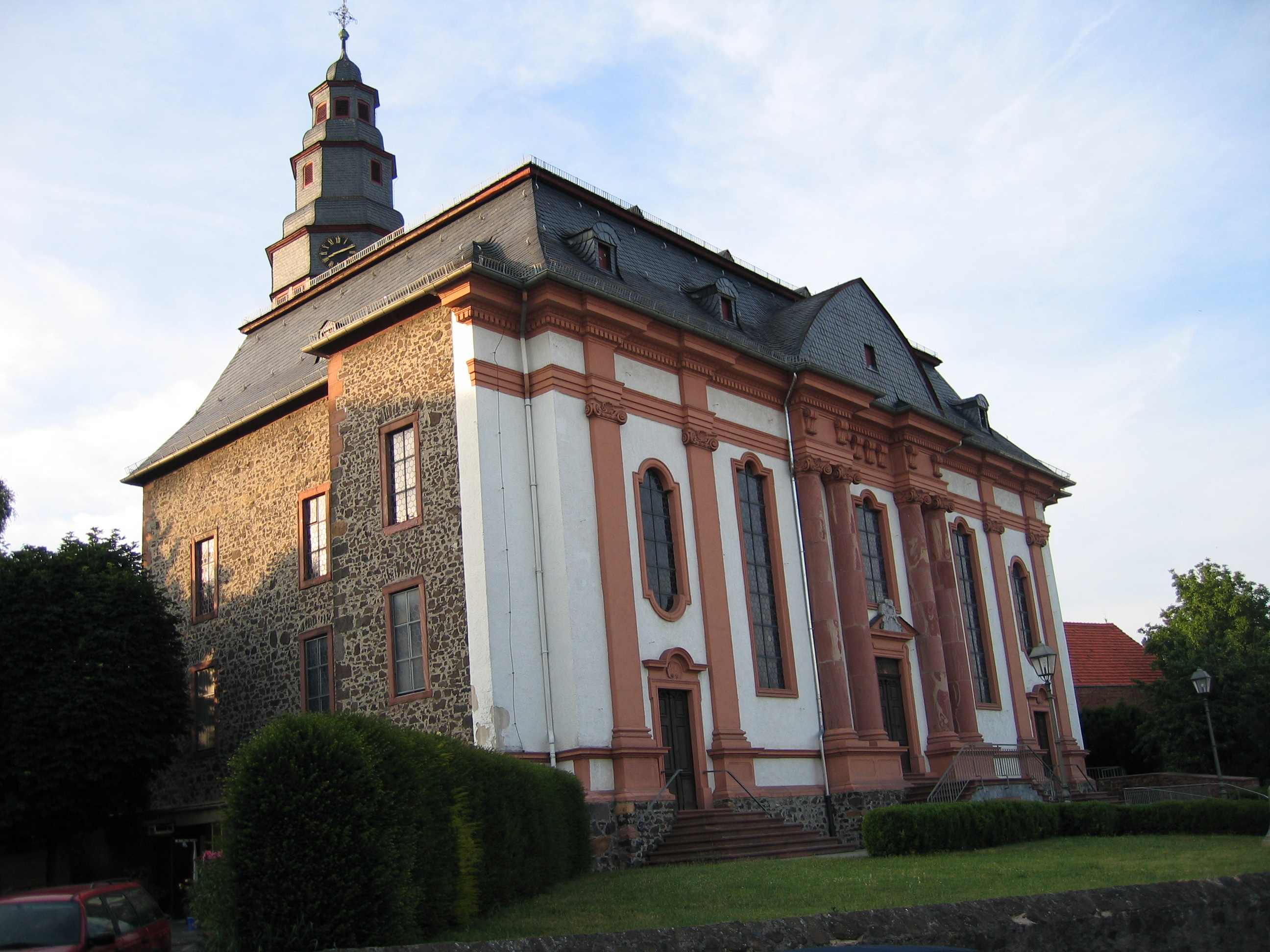
ヴェルファースハイムの福音主義改革派教会

#### ヴェルファースハイムの福音主義改革派教会
福音主義改革派教会は、ヴェルファースハイムの福音主義改革派教会の教会堂である。この教会は、ドイツ最大級のホール式（単廊式）バロック教会の一つであり、1717年から1740年に建設された。
現在の教会塔の下部は、かつては、中世の防衛施設の一部である防衛塔であった。

#### ヴェルファースハイムの白の塔
白の塔はヴェルファースハイムで最も目立つ象徴的建造物である。高さ 27 m の、この町で最大の建造物であり、1408年にヴェルファースハイムの防衛施設の一部として完成した。このため、アニヴァーサリーイヤーにあたる2008年に多くのイベントや「白の塔建造600年祭ウィーク」が開催された。元々の入り口は、かつての防衛壁の上に当たる高さにあり、かつての町のオフィスを通って入ることができる。

#### 黒の塔
四角形の黒の塔も市壁の一部であった。元々この塔には角に、4つのヴィヒハウスと呼ばれる円形の小塔が取り付けられていた。この塔は現在、バロック様式の屋根を戴いている。
- 白の塔
- 黒の塔
- ナレン塔の基部

#### ジングベルク
大公国時代の町長アンドレアス・アルヴォーンと町議会は1855年に、それまで石が多く、平らでない荒涼とした土地を都会化することを決議した。現在は、ジングベルクには、18種類の樹木と約10種類の灌木がある美しい公園が造営されている。これらの中には珍しい種類の灌木や樹木が含まれる。

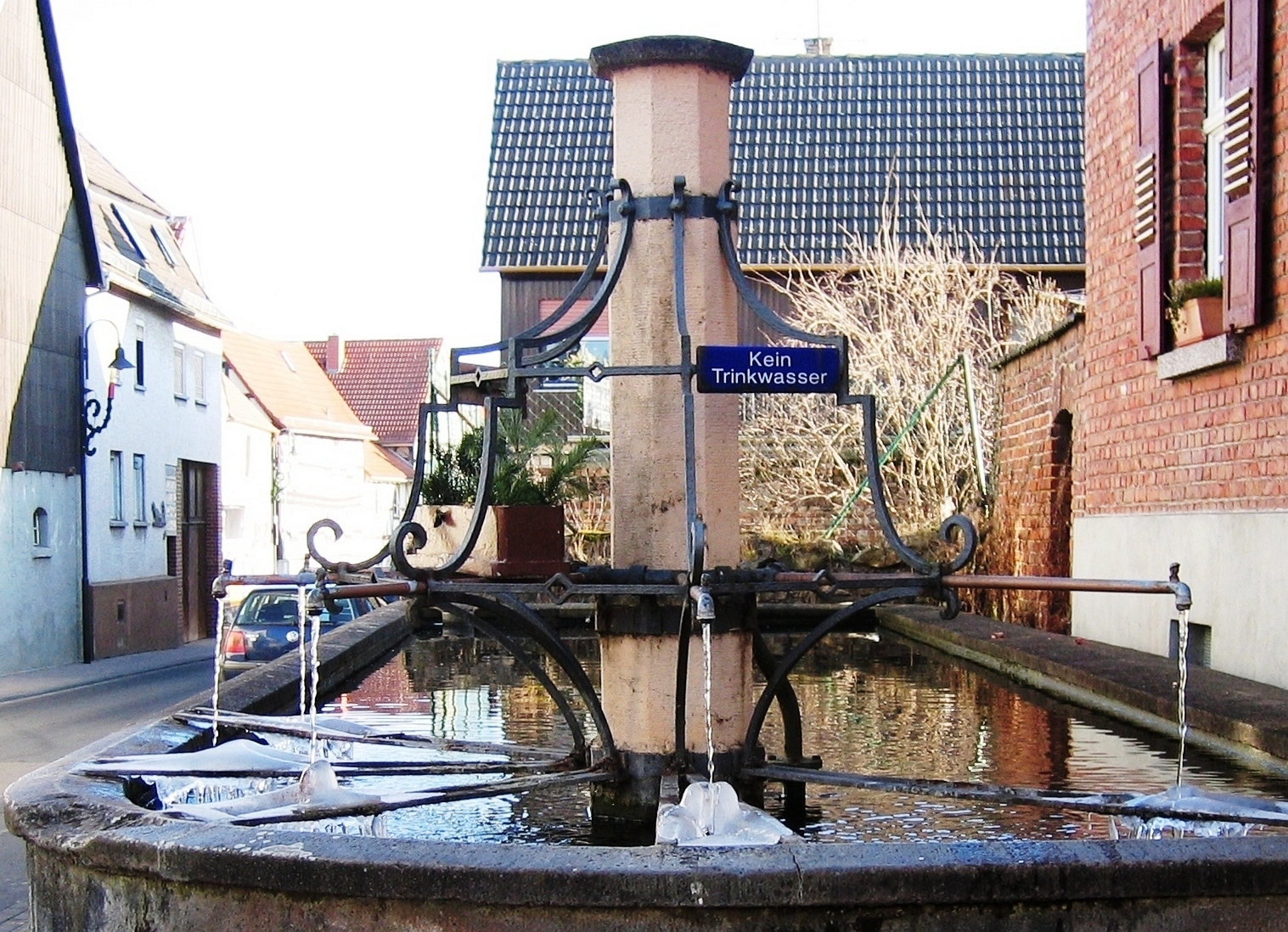
レールブルンネン

#### その他の有名な建造物、集落、広場
ヴェルファースハイム:
- 集落の北側、ヴィンガー通り / ハウプト通り / ヴォーンバッヒャー通りの交差点にあるボダイジュの木。
- ヴェルファースハイムの中核部にあるレールブルンネンは白の塔と並ぶもう一つの象徴的建造物である。3つのパッペンハイム家の屋敷のうち1つは、南側がレールブルンネンに面している。屋敷の入り口脇の付属建造物にはパッペンハイム家の紋章が掲げられている。
- 白の塔の近くに、両世界大戦の犠牲者を追悼する記念碑がある。
- カトリックのクリストケーニヒ教会。
- ヴェルファースハイム＝ゼーデル駅。
- ヴェッテラウハレ。
- ヴェルファースハイム湖。旧発電所の冷却施設が保存されている。
- 十分の一税倉庫（木組みの倉庫）。
- ジングベルクの飲料水用旧高架水槽。現在高架水槽はリムベルクにある。
- リムベルク。ヴェルファースハイムの西にある小さな森。
- キルヒガッセ、ホラーガッセ、ポスト通りの歴史的な木組みの家。

ヴォーンバッハ
- ヴォーンバッハの福音主義教会。
- ヴォーンバッハの旧町役場。

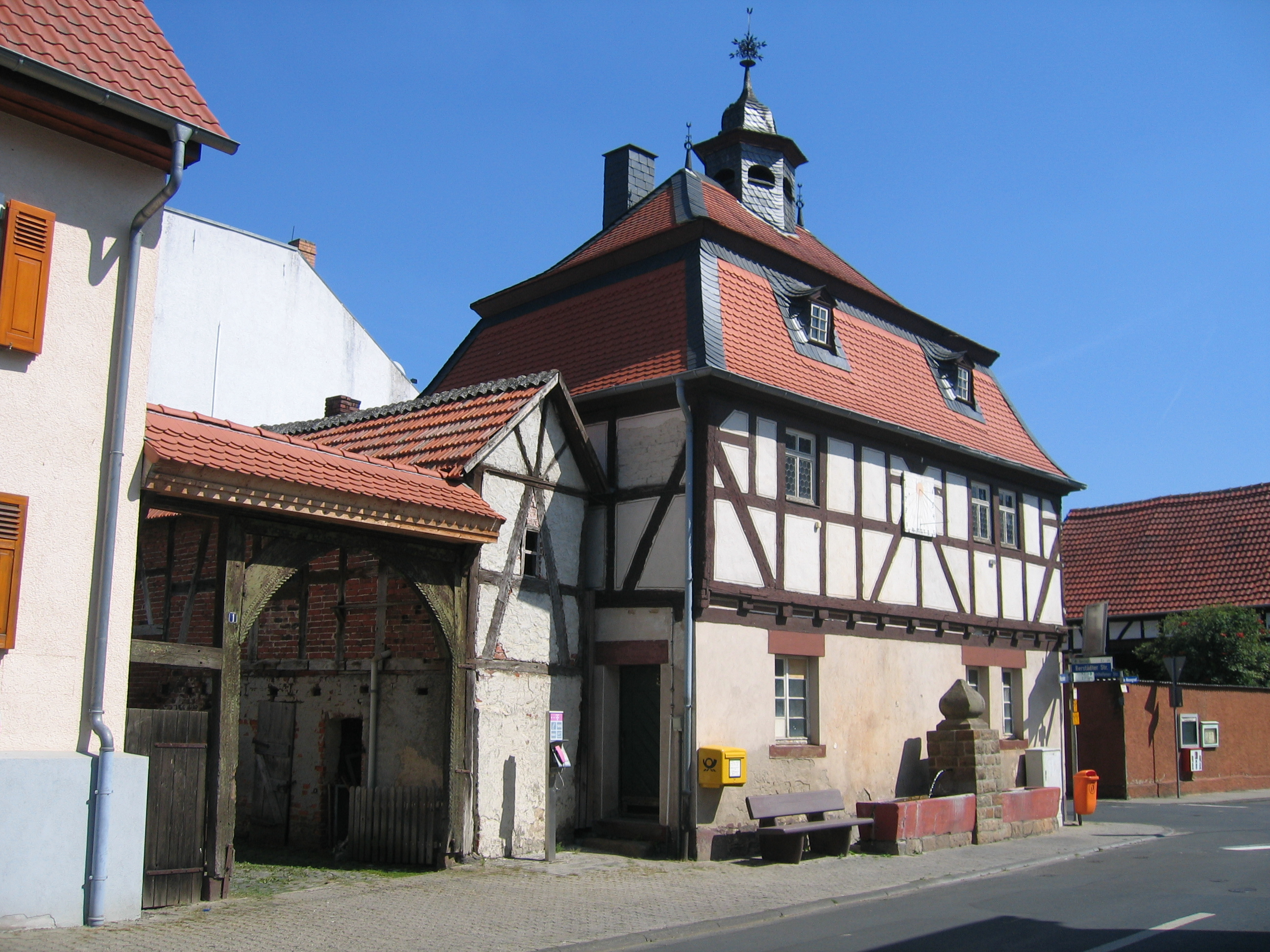
ヴォーンバッハの旧町役場

- かつての集落の入り口前にある岩屋の地下倉庫。
- ヴォーンバッハの森にあるローマ時代の信号塔跡。
- ヴォーンバッハのヒンターヴァルトにあるローマ時代の「ヴィラ・ルスティカ」跡。
- ベルクハイムの森にある七年戦争時代の防塁。

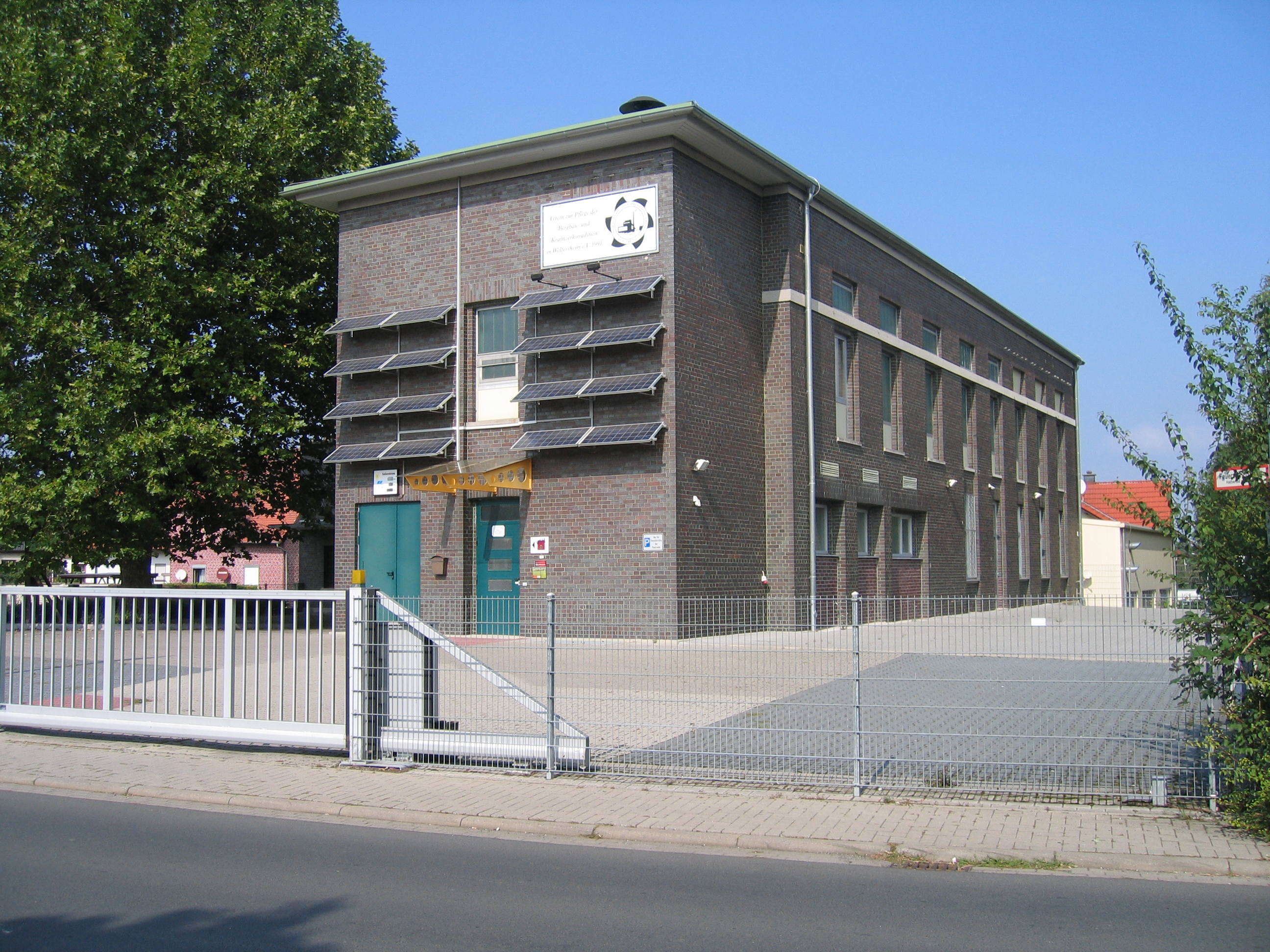
ヴェルファースハイム・エネルギー博物館

### 博物館
- ヴェルファースハイム地区にあるヴェルファースハイム・エネルギー博物館。この博物館は、ヴェルファースハイムの鉱山および発電の伝統保存協会1991 e.V. によって創設された。
- ベルシュタットの民俗学博物館。ベルシュタット村落発展作業共同体によって設立された。この博物館はかつての水道塔に入居している。

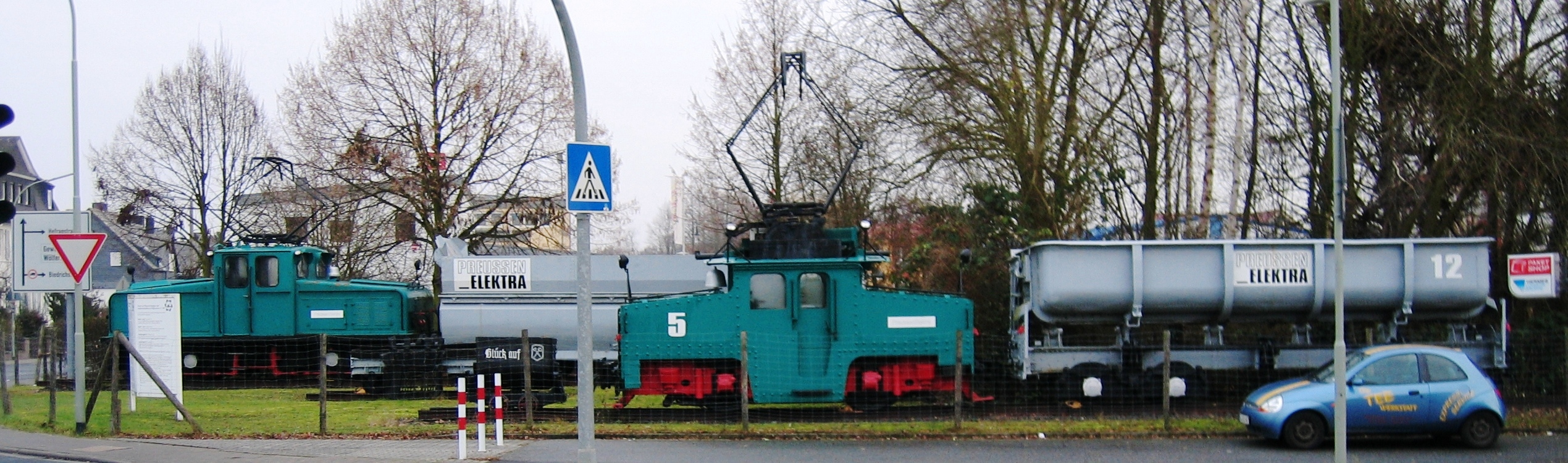
炭と灰の運搬車

## 経済と社会資本
ヴェルファースハイムとその周辺地域は、長年にわたってプロイセンエレクトラによる褐炭採掘に支えられてきた。ヴェルファースハイム周辺では坑道採掘、後に露天採掘によって褐炭の採掘が行われ、ヴェルファースハイム発電所で利用されていた。この発電所は、長年ヴェルファースハイムの象徴となっていた。最初の褐炭採掘の炭坑は1804年に掘り始められ、約 15 km の範囲にわたって坑道採掘が行われた。初めは暖房燃料として採掘されていた。1913年にヘッセン大公国は褐炭から電力を生産するための発電所を建設した。この事業は1929年にプロイセンエレクトラに引き継がれ、シュヴェル発電所が建設された。第二次世界大戦後この発電所はブロック発電に置き換えられた。1960年代初め褐炭採掘は露天掘り移行した。1991年、最後の褐炭がくべられ、発電所は廃止、後に解体された。現在では、ヴェルファースハイム湖の冷却施設跡が当時を物語っている。ヴェルファースハイム駅前には、炭や灰の運搬車両が展示されている。駅の反対側の旧変電所に2006年3月12日にヴェルファースハイム・エネルギー博物館がオープンした。この博物館は15時から18時まで開館しており、見学客はヴェルファースハイムの鉱山の歴史を概観できる。採鉱の中止で町は岐路に立たされた。数多くの職場が消え失せ、空き地が広がった。産業地域の開発によってこれは打破された。旧発電所の用地には多彩な分野が混合した産業公園が整備された。特に目を惹くのが統合された建物である。旧作業場では文化イベントが開催されている。新規企業広場としてのサービスセンターは、オフィス棟を改築したもので、旧倉庫では現在、高機能スキャナが製造されている。2012年9月にOVAGグループがヴェルファースハイム＝ベルシュタットにバイオガス施設を完成させた。

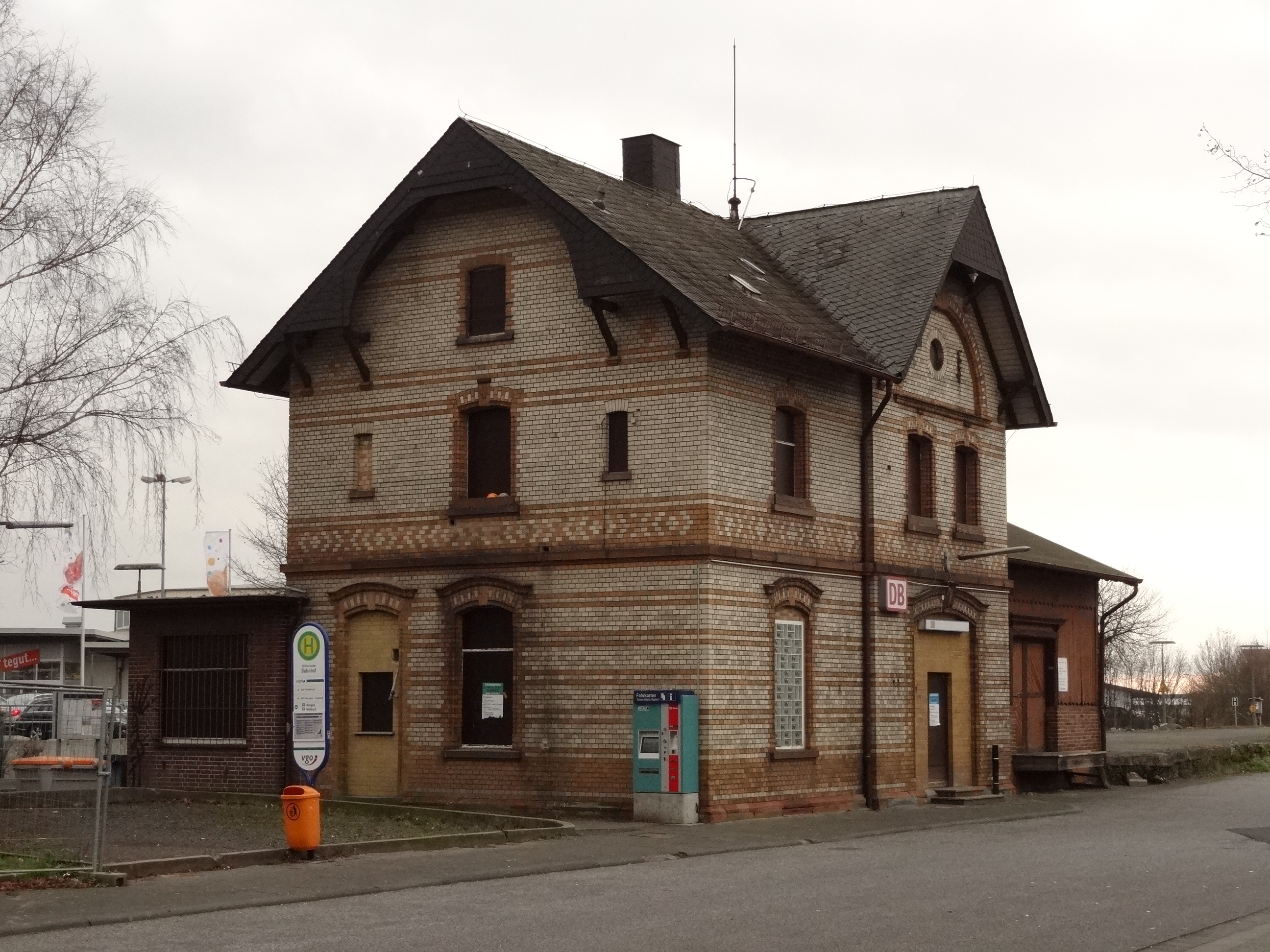
ヴェルファースハイム＝ゼーデル駅

### 交通
ヴェルファースハイムは、連邦アウトバーン A45号線（ヴェルファースハイム・インターチェンジがある）、連邦道 B455号線、B489号線沿いに位置している。鉄道フリードベルク – ミュッケ線のフリートベルク – ヴェルファースハイム/ゼーデル区間に、現在メルバッハとヴェルファースハイムに駅がある。かつてはベルシュタットのヴォーンバッハ寄りにも駅があった。

### メディア
この町は、ヴェッテラウアー・ツァイトゥングのサービス地域に含まれている。最新のできごとや官公庁の公報に関する情報は、毎週金曜日に刊行されるゲマインデシュピーゲルに掲載される。

### 教育機関
ヴェルファースハイムにはジングベルクシューレ・ヴェルファースハイムがある。この学校は、養護クラスや音楽重点クラスを有する本課程・実科学校である。この学校では、2009年/2010年の学年から、第5学年から共同型総合学校となるギムナジウム部門を設けている。
ゼーデルにはジム＝クノプフ＝シューレがある。これは基礎課程学校である。2004年に完成し、町内のあらゆる地区から400人以上の児童・生徒が学んでいる。

## 人物

### 出身者
- ゲオルク・エーバーハルト・ルンプフ（1627年 - 1702年）植物学者

## 引用
1. ↑  Hessisches Statistisches Landesamt: Bevölkerung in Hessen am 31.12.2023 (Landkreise, kreisfreie Städte und Gemeinden, Einwohnerzahlen auf Grundlage des Zensus 2011)]
2. ↑  Erlass des Hessischen Ministers des Innern vom 5. Januar 1971 ― IV A 1 ― 3 k 08/05 (82) ― 13/70 ― Betrifft: Zusammenschluß der Gemeinden Melbach, Södel, Wohnbach und Wölfersheim im Landkreis Friedberg zur Gemeinde „Wölfersheim“
3. ↑  Statistisches Bundesamt (Hrsg.): Historisches Gemeindeverzeichnis für die Bundesrepublik Deutschland. Namens-, Grenz- und Schlüsselnummernänderungen bei Gemeinden, Kreisen und Regierungsbezirken vom 27. Mai 1970 bis 31. Dezember 1982. W. Kohlhammer GmbH, Stuttgart und Mainz 1983, ISBN 3-17-003263-1, S. 360.
4. ↑  Wolf Kubach: Gräber zwischen Hügelgräber- und Urnenfelderkultur. Die bronzezeitlichen Grabfunde von Wölfersheim. In: Vera Rupp (Hrsg.): Archäologie der Wetterau. Bindernagel, Friedberg 1991, ISBN 3-87076-065-6 S. 175–186 (Sonderausgabe der Wetterauer Geschichtsblätter 40/1991).
5. ↑  Manfred Stimming, Mainzer Urkundenbuch 1. Darmstadt 1932, Nr. 554, S. 466–468.
6. ↑  Peter Acht, Mainzer Urkundenbuch 2. 1968–1971, Nr. 184, S. 342–343.
7. ↑  Ludwig Clemm, Die Urkunden der Prämonstratenserstifter Ober- u. Nieder-Ilbenstadt, in: Archiv für hessische Geschichte und Altertumskunde NF 14, 1925, S. 129–223, 15, 1928, S. 147–224, hier Bd. 14, Nr. 21, S. 141–142.
8. ↑  Urkundenbuch Fulda, 510.
9. ↑  Heinrich Meyer zu Ermgassen, Der Codex Eberhardi des Klosters Fulda, Bd. 1. 1995, S. 333 = Ernst Friedrich Johann Dronke, Traditiones Anitquitates Fuldensis (TAF), Capitulum 25, S. 60.
10. ↑  G. Behrens, Fränkische Gräber des 7. Jahrhunderts aus Hessen. in: Germania 21, 1937, S. 267–272.
11. ↑  Jürgen Steen, Königtum und Adel in der frühmittelalterlichen Siedlungs-, Sozial und Agrargeschichte in der Wetterau. Studien zum Verhältnis von Landnahme und Kontinuität am Beispiel einer Randlandschaft des Merowingerreichs. Frankfurt am Main 1979, S. 168f.
12. ↑  Von der kleinen Siedlung zur „Minderstadt“ in Wetterauer Zeitung, 2008年4月17日付け, 30面
13. ↑  Christian Aledter, Chronik Wölfersheim. Band I von 1128 bis 1900. 1976, S. 39–41
14. ↑  Christian Aledter, Chronik Wölfersheim. Band I von 1128 bis 1900. 1976, S. 40
15. ↑  Christian Aledter, Chronik Wölfersheim. Band I von 1128 bis 1900. 1976, S. 41
16. ↑  Eugen Rieß, ev. ref. Kirche Wölfersheim, S. 135–138.
17. ↑  ヘッセン州統計局: 2011年3月27日のヴェルファースハイム町議会議員選挙結果（2015年7月29日 閲覧）
18. ↑  ヘッセン州統計局: 2008年2月10日のヴェッテラウ郡郡長選挙結果（2015年7月29日 閲覧）
19. ↑  ヘッセン州統計局: 2008年5月25日のヴェルファースハイム町長選挙結果（2015年7月29日 閲覧）
20. ↑  ヘッセン州統計局: 2014年1月19日のヴェルファースハイム町長選挙結果（2015年7月29日 閲覧）
21. ↑  “Gemeinde Wölfersheim - Bürgermeister”. 2018年9月21日閲覧。
22. 1 2  Christian Aledter, Chronik Wölfersheim. Band I von 1128 bis 1900. 1976, S. 350
23. 1 2 3  Christian Aledter, Chronik Wölfersheim. Band I von 1128 bis 1900. 1976, S. 351
24. ↑  Gemeinde Wölfersheim - Partnerstädte（2015年8月1日 閲覧）
25. ↑  Vive la Partnerstadt, Wetterauer-Zeitung, 2014年9月10日付け（2015年8月1日 閲覧）
26. ↑  250 Jahre Evangelisch-reformierte Kirche Wölfersheim, S. 9, Festschrift vom 22. Mai 1991 von Eugen Rieß, Herausgeber: ev.-ref. Kirchengemeinde Wölfersheim
27. ↑  Evangelisch-reformierte Kirchengemeinde Wölfersheim
28. ↑  Das Braunkohlekraftwerk Wölfersheim, in Reichelsheim in der Wetterau（2015年8月1日 閲覧）
29. ↑  Gemeinde Wölfersheim - Wölfersheimer Energie Museum（2015年8月1日 閲覧）